# Führerhauptquartier

Lage der Führerhauptquartiere

Führerhauptquartier (FHQ) war die allgemeine Bezeichnung für eine Befehlsstelle Adolf Hitlers als Oberbefehlshaber der Wehrmacht während des Zweiten Weltkrieges.
Neben dem bekannten Führerhauptquartier Wolfsschanze gab es 17 weitere Führerhauptquartiere im Deutschen Reich und den besetzten Gebieten, die jedoch nicht alle bis zum Kriegsende 1945 fertiggestellt waren. Voraussetzung für einen Ort, der als Führerhauptquartier in Frage kam, war eine gute Verkehrsanbindung (Autobahn, Eisenbahn, Flughafen), eine gute Schutz- sowie Tarnmöglichkeit und die Nähe zur Front.
Es wurde von zwei Kommissionen (eine unter Vorsitz von Generalfeldmarschall Erwin Rommel) geprüft, ob sich bestimmte Orte als Führerhauptquartier eigneten. Für den militärischen Schutz des Führerhauptquartiers war das „Führer-Begleit-Bataillon“ (FBB) zuständig, für den Personenschutz Hitlers das „Führerbegleitkommando“ (FBK) des SS-Reichssicherheitsdienstes (RSD).

## Übersicht zu den festen Führerhauptquartieren
| Name              | andere Bezeichnungen                           | Ort                                                                                   | Baubeginn         | fertig | Nutzung als FHQ |
| ----------------- | ---------------------------------------------- | ------------------------------------------------------------------------------------- | ----------------- | ------ | --- |
| Adlerhorst        | Mühle (OT) Bauvorhaben Z Lager K Bauvorhaben C | Langenhain-Ziegenberg (Ortsteil von Ober-Mörlen in der Wetterau)                      | 1. September 1939 | ja     | 10. Dezember 1944–15. Januar 1945 (im Rahmen der Ardennenoffensive)                                                                           |
| Anlage Mitte      | Askania Mitte                                  | Tomaszów im Generalgouvernement Polen                                                 | 1. Dezember 1940  | ja     | nein, nur Industrie (Goldamsel) |
| Anlage Süd        | Askania Süd                                    | Strzyżów im Generalgouvernement Polen                                                 | 1. Oktober 1940   | ja     | 27.–28. August 1941 |
| Bärenhöhle        | keine                                          | Smolensk                                                                              | 1. Oktober 1941   | ja     | nein, nur Ausweichquartier Heeresgruppe Mitte                                                                                                 |
| Felsennest        | W-0                                            | Rodert, nahe Bad Münstereifel                                                         | Februar/März 1940 | ja     | 10. Mai–6. Juni 1940, September 1944 (Führungsstaffel der 7. Armee) und im Winter 1944/1945 (Heeresgruppe B unter Feldmarschall Walter Model) |
| Olga              | keine                                          | Orscha, Distr. Wizebsk (200 km NO Minsk)                                              | 1. Juli 1943      | nein   | nein |
| Riese             | keine                                          | Wüstewaltersdorf in Niederschlesien (Eulengebirge)                                    | Oktober 1943      | nein   | nein |
| S III             | Olga                                           | Ohrdruf                                                                               | Herbst 1944 (?)   | nein   | nein |
| Siegfried         | Hagen                                          | Pullach im Isartal (heutiges BND-Gelände) angrenzend an die Reichssiedlung Rudolf Heß | 1943              | ja     | nein |
| Tannenberg        | keine                                          | Freudenstadt/Kniebis                                                                  | 1. Oktober 1939   | ja     | 27. Juni–6. Juli 1940 |
| Waldwiese         | keine                                          | Glan-Münchweiler                                                                      | 1. Oktober 1939   | ja     | nein |
| Wasserburg        | keine                                          | Pleskau                                                                               | 1. November 1942  | ja     | nein, Übergabe an Heeresgruppe Nord |
| Werwolf           | Eichenhain                                     | nahe Winniza                                                                          | 1. November 1941  | ja     | 16. Juli–30. Oktober 1942, 19. Februar–13. März 1943, 27. August 1943                                                                         |
| Wolfsschanze      | Askania Nord                                   | Rastenburg                                                                            | 1. Dezember 1940  | ja     | 1941–20. November 1944, anschließend bis 24. Januar 1945 4. Armee                                                                             |
| Wolfsschlucht 1   | W-1                                            | Brûly-de-Pesche (Belgien)                                                             | 25. Mai 1940      | ja     | 6.–27. Juni 1940 |
| Wolfsschlucht 2   | W-2                                            | Margival                                                                              | 1. September 1942 | ja     | 16.–17. Juni 1944 |
| Wolfsschlucht III | W-3                                            | Saint-Rimay, (Montoire-sur-le-Loir)                                                   | 1. Mai 1942       | nein   | nein |
| Zigeuner          | Brunhilde                                      | Diedenhofen bei Arsweiler in Lothringen                                               | 1. April 1944     | nein   | nein |

Der Obersalzberg in Berchtesgaden und die Reichskanzlei (Führerbunker) in Berlin wurden nicht als Führerhauptquartiere bezeichnet.

## Kommandanten des Führerhauptquartiers
- 1. September 1939 bis 15. Februar 1940: Erwin Rommel (1891–1944)
- 15. Februar 1940 bis 1. August 1942: Kurt Thomas (1896–1943) (seit 22. Januar 1940 Kommandeur des Führer-Begleit-Bataillons)
- 1. August 1942 bis 1. September 1944: Gustav Streve (1893–1962)
- 1. September 1944 bis 8. Mai 1945: Otto Ernst Remer (1912–1997), Kampfkommandant des Führerhauptquartiers; als Kommandeur der Führerbegleitbrigade (später Führerbegleitdivision) Teilnahme an der Ardennenoffensive und Kämpfen an der Ostfront[4]

## Propagandistische Inszenierung
Die „Führerhauptquartiere“ waren nicht nur Anlagen militärischer Zweckmäßigkeit, sondern standen von Beginn an im Zentrum der NS-Propaganda, die das Wort „Führerhauptquartier“ zu einem exklusiven Markenzeichen Hitlers als Oberbefehlshaber der Wehrmacht machte. Um den Hauptquartieren die Aura mythischer Ort von geschichtlicher Bedeutung zu geben, hielt Hitler insbesondere das Oberkommando des Heeres auf räumliche Distanz zu seinen Hauptquartieren. Kombinierte Hauptquartiere, wie es sie etwa in Großbritannien gab, wo politische und militärische Führung unter einem Dach agierten, gab es zwischen 1939 und 1945 in Deutschland nicht.
Während Hitler beim Überfall auf Polen (sowie später im Balkanfeldzug) noch einen Sonderzug als „Führerhauptquartier“ verwendete, bezog er seit Beginn des Westfeldzuges jeweils ortsfeste Anlagen in der Nähe der Front, später im Krieg gegen die Sowjetunion mit der „Wolfsschanze“ und dem „Führerhauptquartier“ in Winniza (Ukraine) zwei Anlagen weit hinter der Front. Über das mobile „Führerhauptquartier“ und seine Frontfahrten in Polen und später in Frankreich berichtete die NS-Propaganda sehr ausführlich. Hitler selbst gab dazu das Buch Auf den Straßen des Sieges bei Reichspressechef Otto Dietrich in Auftrag, das kurz vor Weihnachten 1939 erschien und zum Bestseller wurde.

Hitler nahm dabei auch Einfluss auf Ortswahl und insbesondere die Ausgestaltung seiner Hauptquartiere. Diese hatten in ihrer Anlage besonders einfach zu sein, da Hitler für die Propaganda das Bild eines asketischen Staatsführers pflegte. Aus diesen Gründen lehnte er bspw. die bereits bezugsfertig ausgebaute Anlage Ziegenberg ab, da er nicht in einem ehemals adligen Herrenhaus residieren wollte. Die am Bau der Anlage beteiligten Architekten Friedrich Classen und Siegfried Schmelcher gaben später Hitlers Ablehnung wie folgt wieder: 
„Aber nachdem dieses Hauptquartier […] Millionen von Reichsmark verschlungen hatte […], erklärte Hitler, das Hauptquartier sei für ihn viel zu luxuriös. [...] Die Volksgenossen, die später einmal Wallfahrten zum früheren Führerhauptquartier machen würden [...], würden solchen Luxus niemals verstehen.“
Die Anlagen waren somit von Anfang an auch als Denkmale für die Nachwelt und zum Nachruhm Hitlers als Feldherr gedacht. Das erste ortsfeste Hauptquartier namens „Felsennest“, von dem aus Hitler die entscheidende erste Etappe des Frankreich-Feldzugs bis zum 3. Juni 1940 verfolgt hatte, sollte daher auf Anordnung Hitlers vollkommen unverändert erhalten bleiben. Hitler beauftragte überdies den bekannten Kriegsmaler Ernst Vollbehr damit, seine Hauptquartiere in Frankreich zu malen.
Der Historiker Christoph Raichle schreibt dazu, der enorme Ausbau der „Wolfschanze“ in Ostpreußen im Herbst 1944 habe weniger militärischen Zwecken gedient, sondern sei von Hitler, der bereits die Kriegsniederlage vor Augen gehabt habe, als ein „Bollwerk des Untergangs“ konzipiert worden. Hitler habe so der Nachwelt durch die Ruine, die selbst großangelegten Sprengversuchen widerstand, ein Dokument seines Kampfes gegen den Kommunismus hinterlassen wollen.